# Not Now John
Not Now John to utwór zespołu Pink Floyd, z albumu The Final Cut, wydanego w roku 1983. Została napisana przez Rogera Watersa. Jako jedyna piosenka na tym albumie zawiera wokal Davida Gilmoura – w pozostałych piosenkach to Waters udzielał się wokalnie. Singel z tym utworem był jedynym oficjalnym singlem z całego albumu.

## Kompozycja
W przeciwieństwie do większości utworów na The Final Cut, „Not Now John” jest piosenką dosyć ciężką jak na zespół. Gilmour oraz Waters dzielą między siebie części tekstu wypowiadane z dwóch różnych punktów widzenia. Podobnie jak reszta piosenek na albumie, „Not Now John” zostało napisane przez Watersa. Na oryginalnych taśmach demo, cały wokal był zaśpiewany wyłącznie przez kompozytora.

## Singel
Singel z piosenką został wydany 3 maja 1983 roku. Ze względu na fakt, iż pierwsza zwrotka zawiera słowa fuck all that (dosł. pierdolić to wszystko), na potrzeby tego wydania utwór ocenzurowano, a obraźliwe słowa zamieniono na stuff all that. Strona B singla to wydłużona o dodatkową strofę wersja innego utworu z płyty, „The Hero’s Return”.
1. „Not Now John” (wersja singlowa) – 4:12
2. „The Hero’s Return (Parts I and II)” – 4:02
3. „Not Now John” (wersja albumowa) – 5:02 (tylko na 12" wersji singla)